# مارغريت بيندلينغ
السيدة مارغريت بيندلينغ، ولدت باسم مارغريت ماك-كنزي، من مواليد 26 يونيو 1932 في لونغ باي كايمان، والحاكم العام لجزر البهاماس منذ 8 يوليو 2014.